# Temple du nuage blanc de Pékin
Pour les articles homonymes, voir Temple du nuage blanc.
Le temple du nuage blanc (chinois simplifié : 白云观 ; chinois traditionnel : 白雲觀 ; pinyin : báiyún guān ; anglais : White Cloud Temple) est un temple taoïste situé dans le district de Xicheng à Pékin, Chine.  Considéré comme l'une des trois « Grandes cours ancestrales » de l'École taoïste de la Voie de la Parfaite Complétude, il a le titre de « premier temple sous le Ciel ».

## Histoire
Le temple du Nuage blanc se situe à l’emplacement du monastère taoïste de la Perpétuité céleste (Tianchang guan 天长观) fondé au milieu du VIIIe siècle durant la Dynastie Tang, soutenu et dirigé par l'élite du clergé. De 1125 à 1215, lorsque l’actuel Pékin était contrôlé par la dynastie Jin (1115-1234), le monastère servit de siège administratif taoïste et joua un rôle important dans les cultes d'état. Détruit par un incendie en 1160, il fut rebâti entre 1167 et 1174 sur ordre de l’empereur Shizong et baptisé monastère de la Perpétuité céleste des dix orients (十方大天长观). Le Canon de Xuandu y fut déposé. Incendié une deuxième fois en 1202, il fut reconstruit sous le nom de temple du Faîte suprême (Taiji gong 太极宫). Laissé à l’abandon à la suite du départ de la cour Jin en 1215, il fut attribué en 1224 au patriarche Quanzhen Qiu Chuji qui le fit restaurer. Il devint alors le temple du Printemps éternel (Changchun gong 长春宫), d’après le nom religieux de Qiu Chuji, et devint le siège du courant Longmen de l’École Quanzhen jusqu'à l'établissement de la dynastie Ming. Après la mort de Qiu Chuji en 1227, son successeur Yin Zhiping (1169-1251) fit construire à l’est du temple une dépendance abritant une salle dans laquelle on déposa son cercueil. Le temple ayant été détruit à la fin du XIIIe siècle dans les guerres des Ming contre les Mongols, le monastère du Nuage blanc fut bâti à sa place autour de la salle Qiu Chuji restée debout et reprit les fonctions de l’ancien temple. Sous les Ming, les moines de l'école Zhengyi reprirent les activités du temple, mais perpétuèrent les traditions Quanzhen et les cérémonies d'ordination. Le monastère subit une restauration importante en 1443. Le monopole Zhengyi s’interrompit au début de la dynastie Qing (1644-1912) avec l’attribution du temple au maître Quanzhen-Longmen Wang Changyue (? -1680). Le temple du nuage blanc est resté jusqu’au XXIe siècle sous le contrôle de Quanzhen. Une restauration importante en 1706 lui a donné beaucoup de son aspect actuel. Sous la première République de Chine (1912-1949), victime du désintérêt des autorités pour le taoïsme, il est resté sans abbé durant les années 1940, avant d’être fermé par les communistes arrivés au pouvoir en 1949. Néanmoins, contrairement à de nombreux autres sites historiques endommagés au cours de la Révolution culturelle, le temple du nuage blanc a été bien protégé et est resté un lieu sûr. Aujourd'hui, c'est à nouveau un monastère pleinement opérationnel, siège de l'Association chinoise taoïste.

## Disposition des bâtiments
Comme la plupart des temples chinois, le temple du nuage blanc est un complexe de constructions ordonné selon un axe nord-sud, avec l'entrée à l'extrémité sud. Il s’étend sur environ deux hectares. Sur la cinquantaine de constructions de tailles diverses qu’il contient, on peut distinguer cinq salles principales alignées suivant l’axe central après un espace d’entrée comprenant un mur-paravent destiné à arrêter les influences néfastes, un portique, le grand portail et un pont. Ces salles principales sont la salle Lingguan (靈官殿), la salle Yuhuang (玉皇殿), la salle Laolü (老律堂), la salle Qiuzu (丘祖殿) et la salle Sanqing (三清殿) ; quatre salles accessoires les accompagnent, deux à l’est (salles Sanguan 三官殿 et Jiuku 救苦殿) et deux à l’ouest (salles Caishen 財神殿 et Yaowang 藥王殿). De chaque côté de l’axe central s’étirent deux axes secondaires selon lesquels sont alignées d’autres salles dédiées à une variété de divinités. À l'arrière du complexe, un jardin héberge la plate-forme d'ordination des prêtres.

### Salle Lingguan
Construite en 1443, reconstruite en 1456 et restaurée en 1662, elle abrite la statue de l’officier divin (lingguan) Wang, protecteur qui repousse les mauvaises influences à l’extérieur du temple,

### Salle Yuhuang
Cette salle consacrée à l’Empereur de jade fut construite en 1661 puis reconstruite en 1788. Elle comprend trois travées supportant un toit à pignon, et est flanquée des deux tours abritant le tambour et la cloche.

### Salle Laolü
Cette salle dont la disposition est identique à celle de la salle Yuhuang fut initialement construite en 1456 et restaurée en 1662  La communauté monastique y tient deux offices quotidiens ; les certificats d'ordination y sont délivrés,, d’où son nom : règle (lü) de Lao[zi].

### Salle Qiuzu
Construite à l'origine en 1228 pour commémorer Qiu Chuji, elle comprend trois travées bordées par une galerie avant.

### Salle Sanqing
La salle Sanqing fut construite en 1428. Il s'agit d'un duplex comprenant cinq travées et un toit à pignon. À l'étage supérieur, elle contient les statues des Trois Purs (Sanqing) et à l'étage inférieur celles des Quatre Majestés. A l’est se trouve la bibliothèque destinée depuis les Ming à abriter le Canon taoïste.

## Ordinations

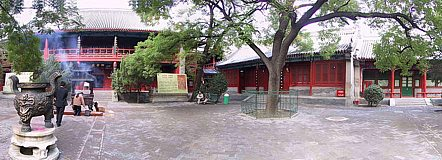
Temple du nuage blanc (Bai Yun Guan)

Le temple du nuage blanc était le plus important des vingt centres d'ordination Quanzhen au temps de la dynastie Qing. Les novices devaient d'abord passer trois ans au temple avant d'être éligible pour être ordonnés prêtre taoïste. Le processus d'ordination était extrêmement dur, les novices devant subir cent jours de formation brutale qui parfois entrainait la mort. À l'époque moderne, cette période a été réduite à cinquante-trois jours et la formation n'est depuis plus aussi dangereuse.  Après cette épreuve, les novices devaient subir des examens sur les classiques, la poésie et les préceptes taoïstes.  Ceux ayant réussi ces épreuves étaient ordonnés prêtres taoïstes. Sous les Qinq, deux cents novices en moyenne étaient ordonnés prêtre tous les quatre ans.  Les cérémonies d'ordination cessèrent après 1927, mais reprirent en 1989.

## Célébration
Chaque année, au 19e jour du premier mois lunaire, le temple est le lieu d'une célébration célébrant l'anniversaire de Qiu Chuji. Les fidèles pensent qu'en ce jour Qiu revient sur terre en tant qu'immortel. L'origine de cette fête remonte à la dynastie Yuan, mais elle a été suspendue après la fondation de la République populaire en 1949. Le temple l'a relancée dans les années 1990, et elle continue d'être célébrée au XXIe siècle.

## Galerie photo

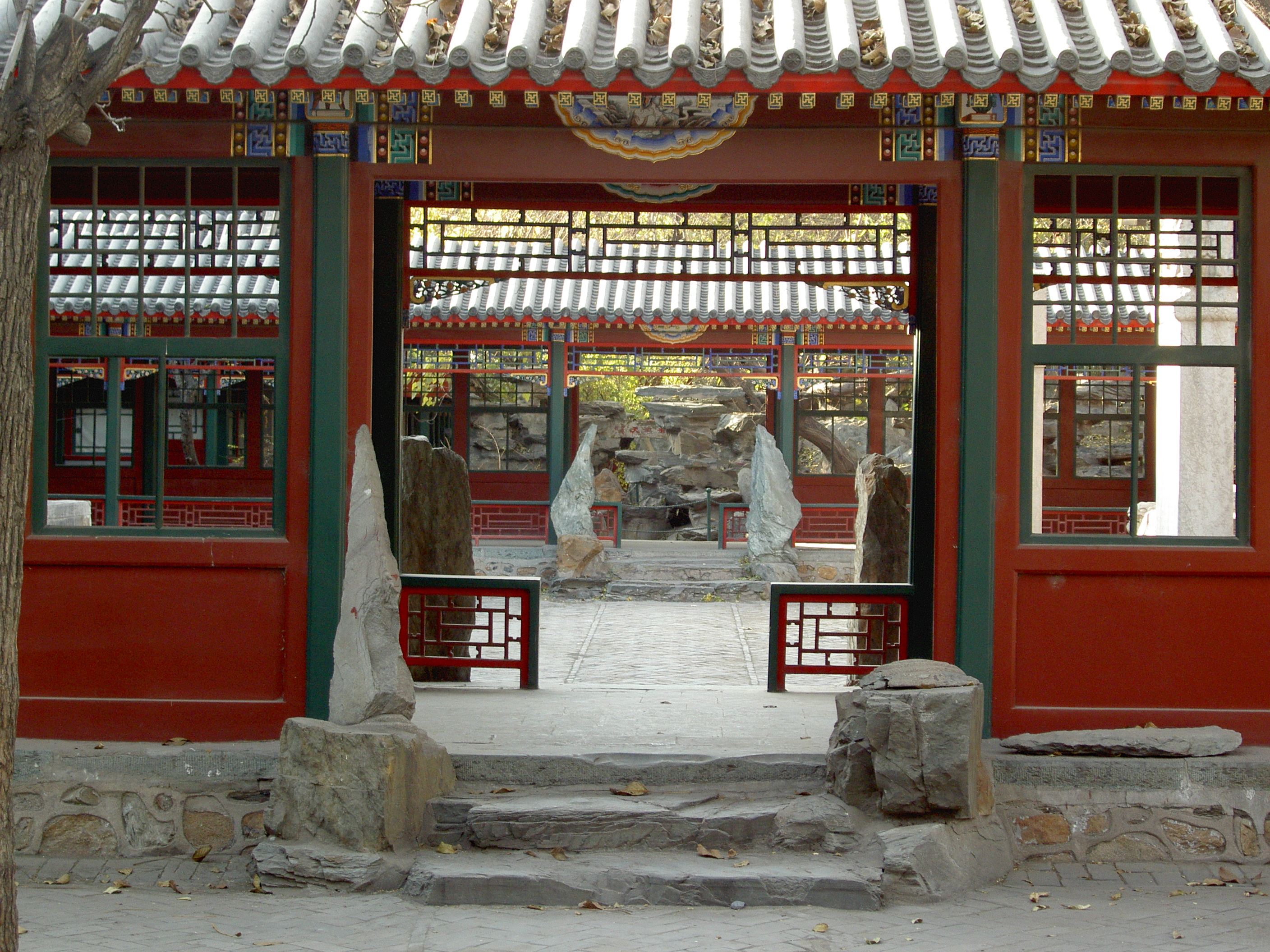
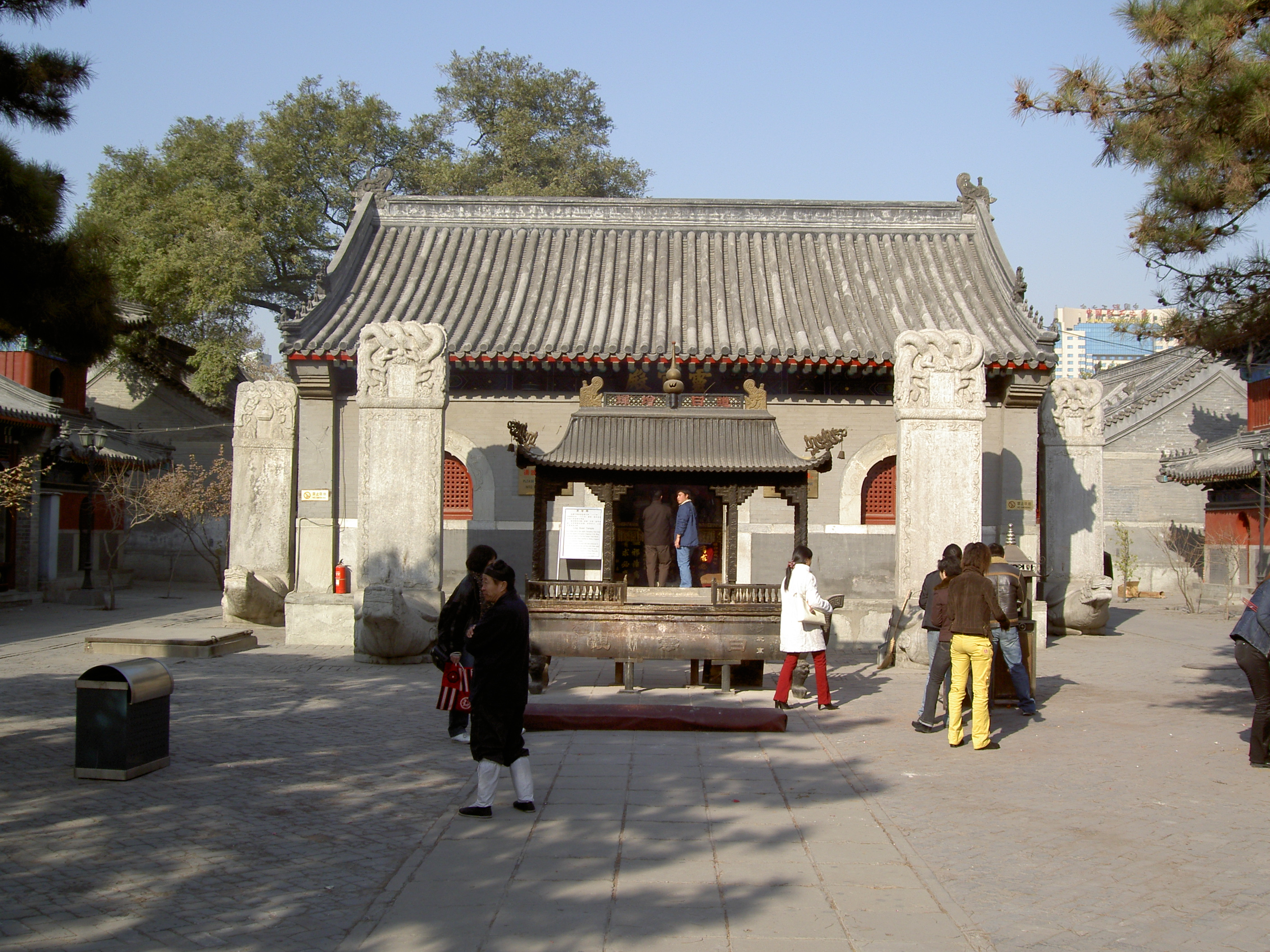
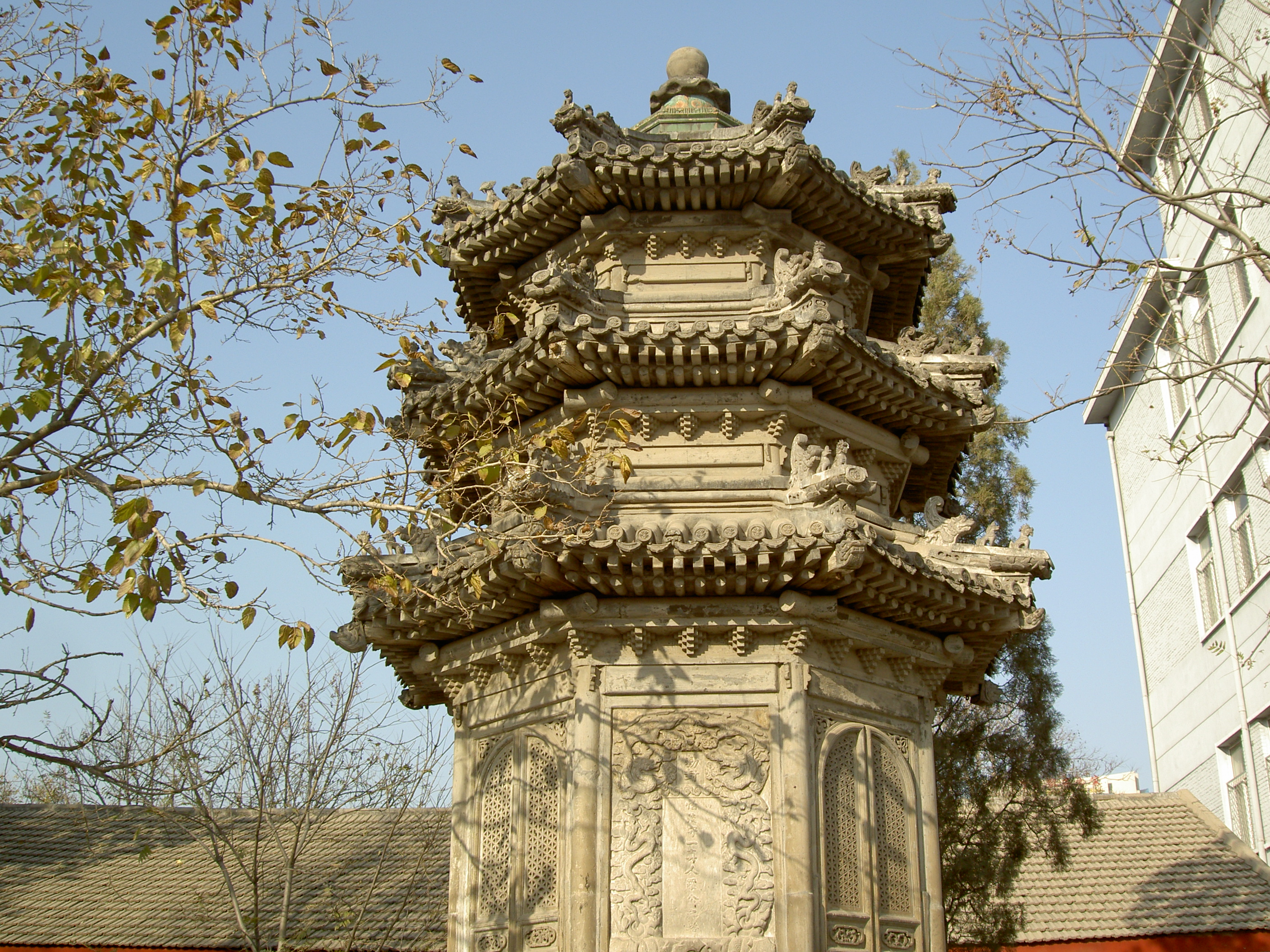
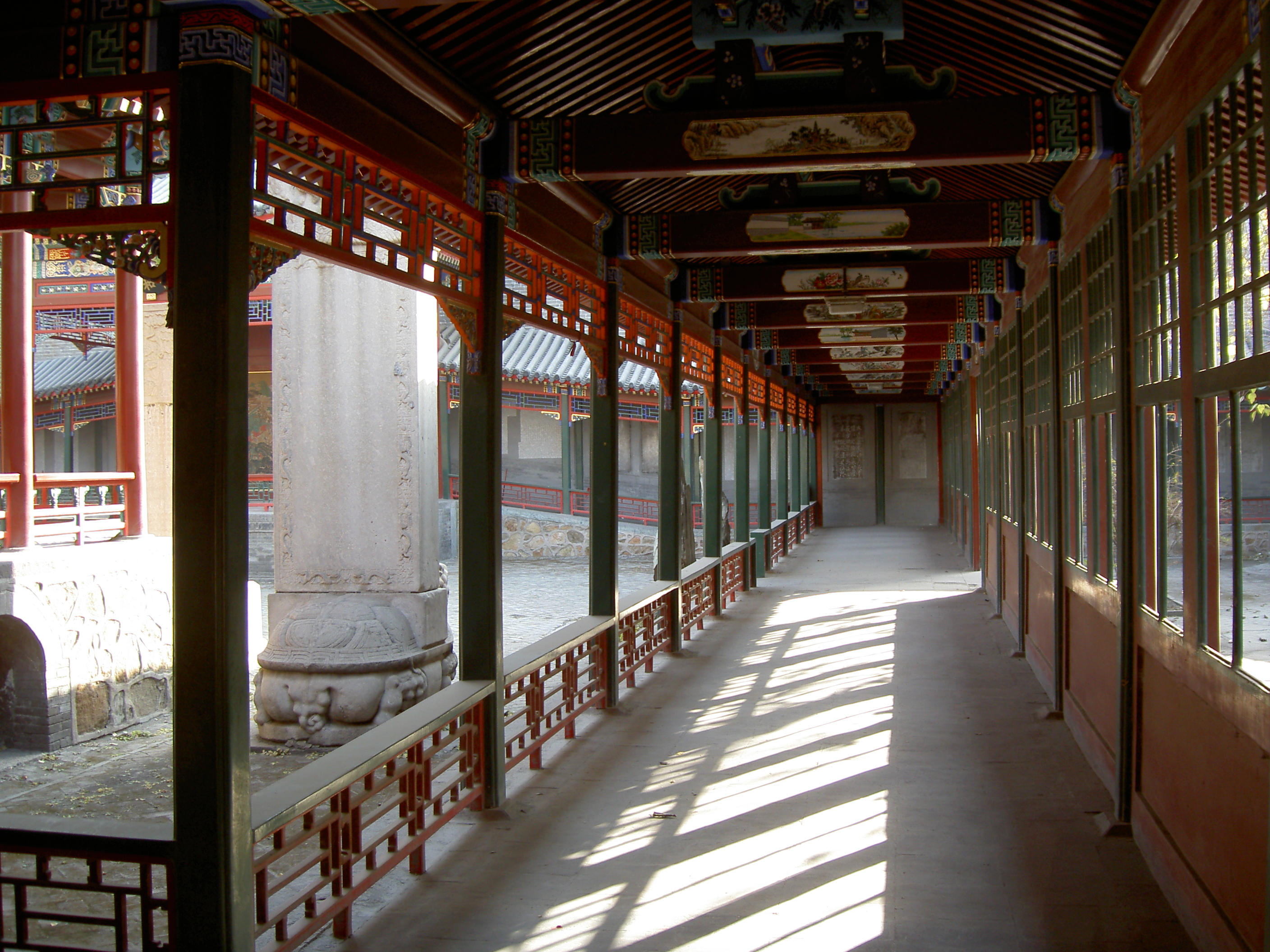
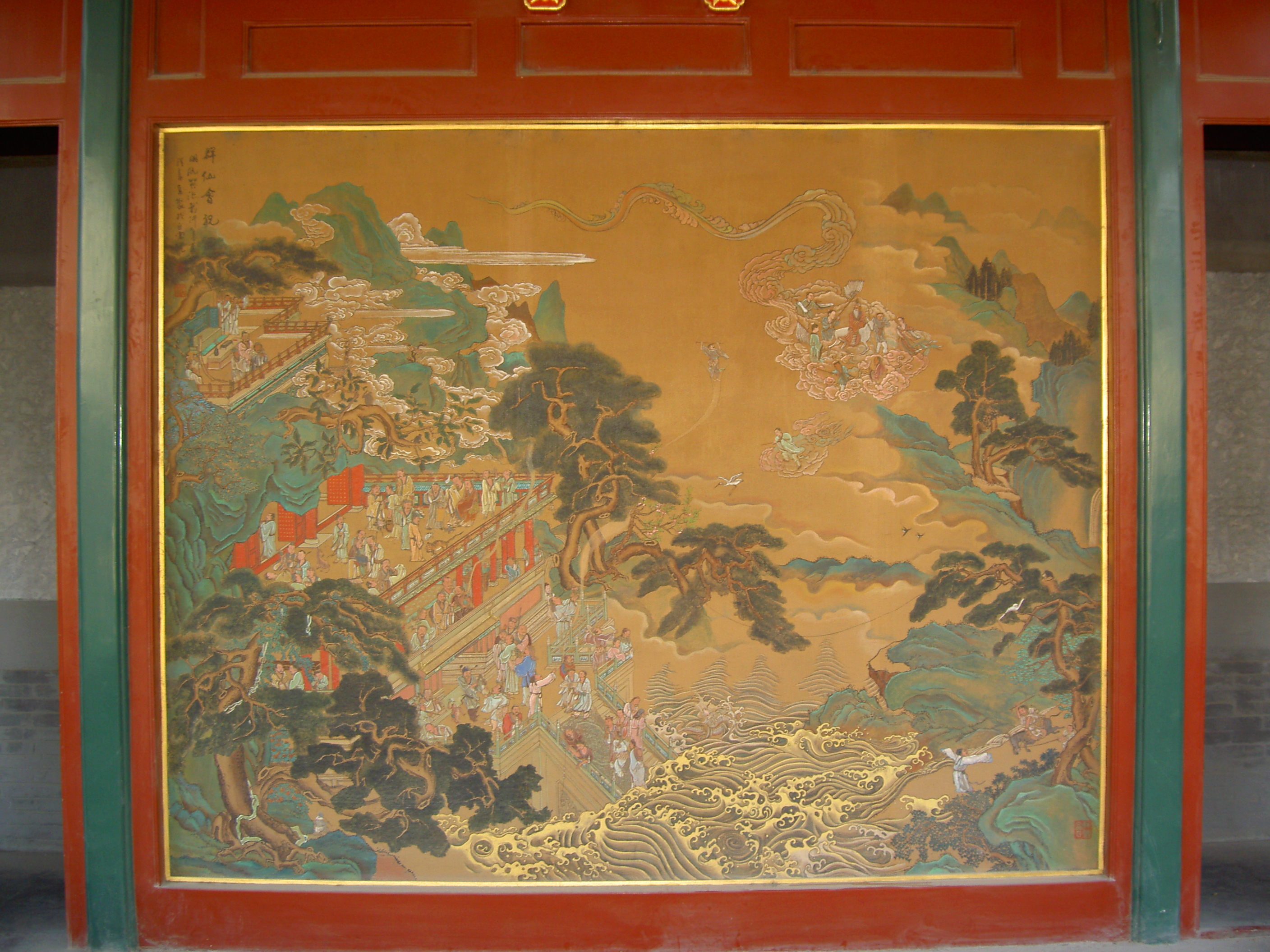
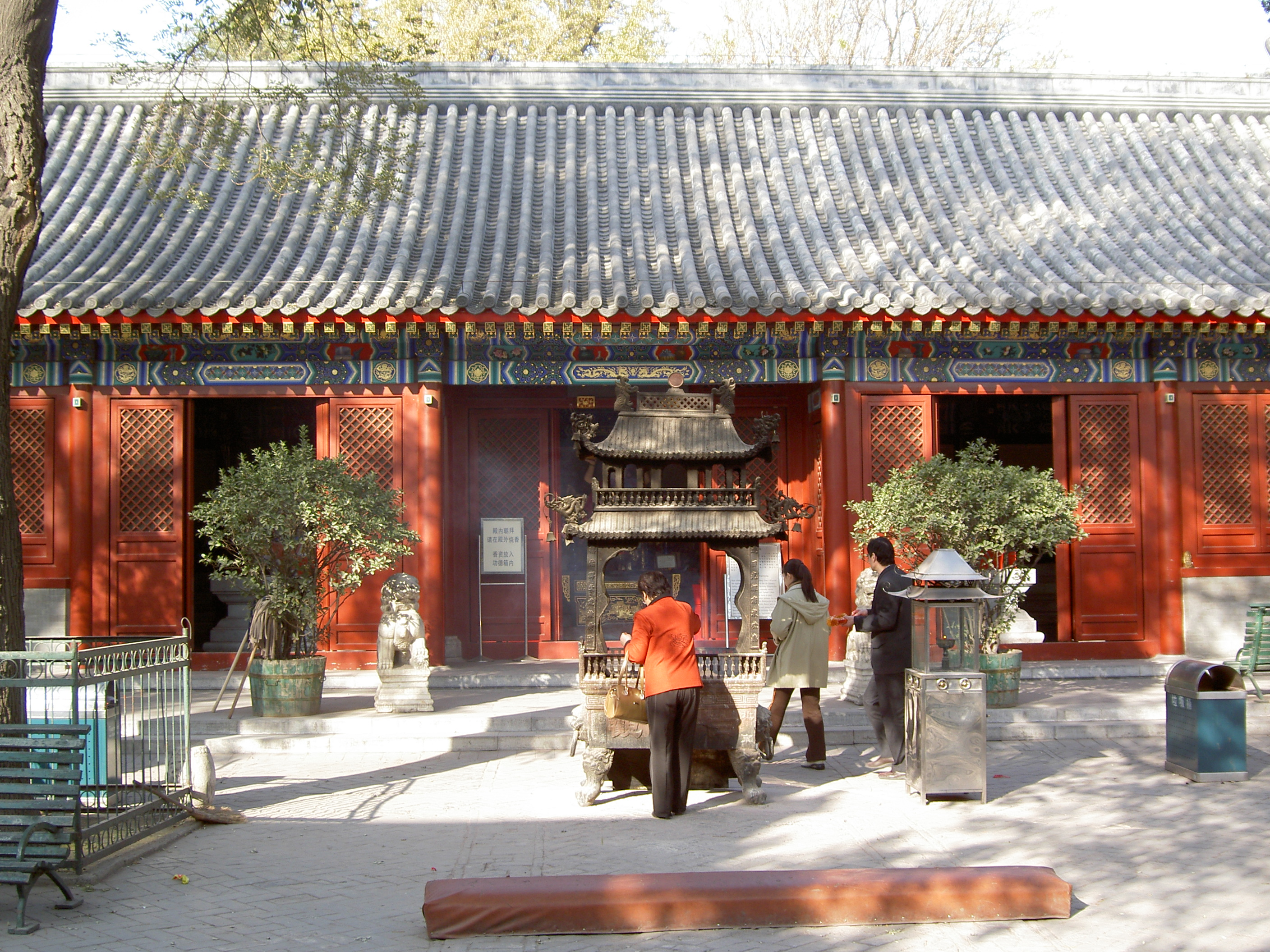
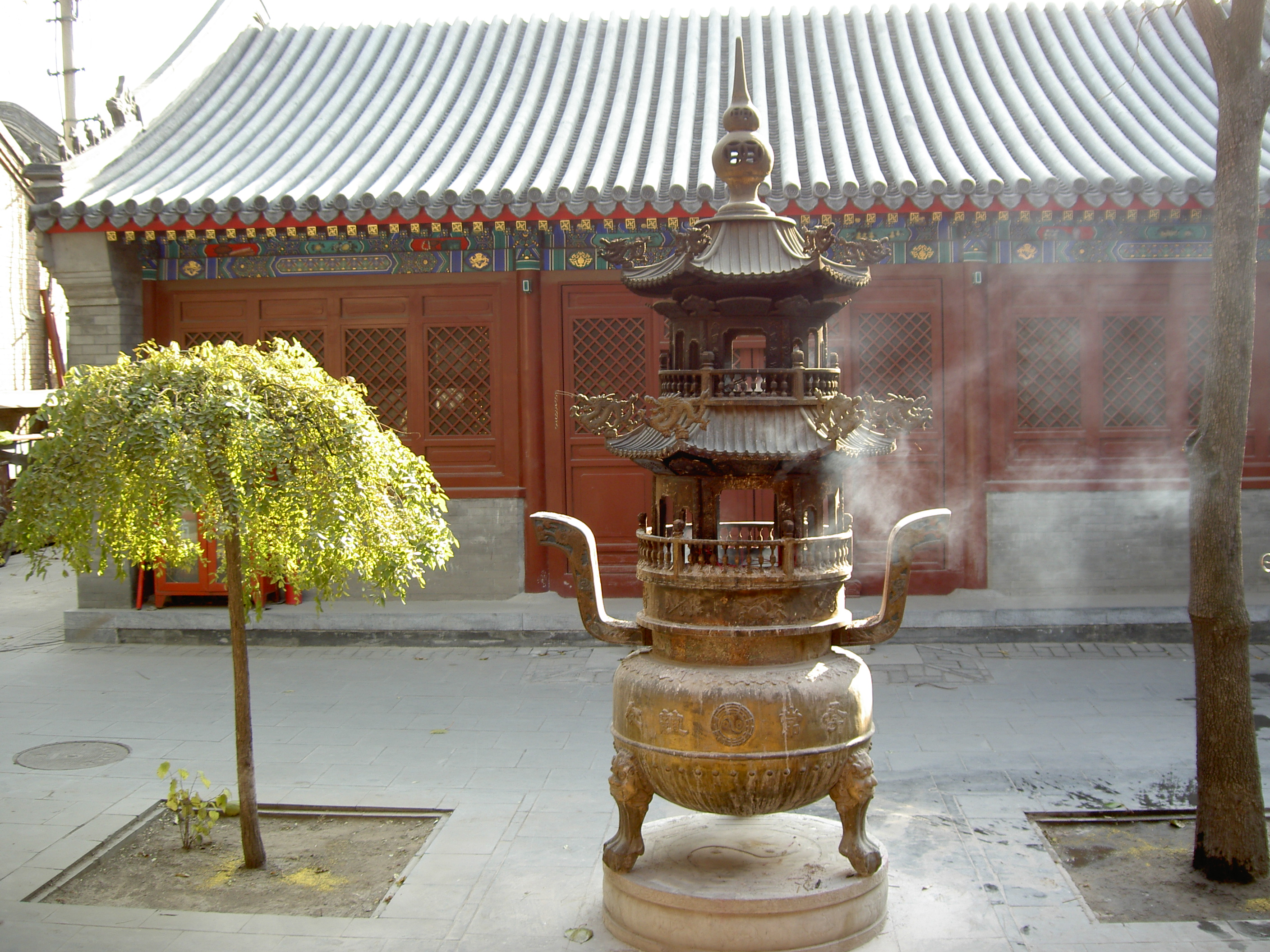
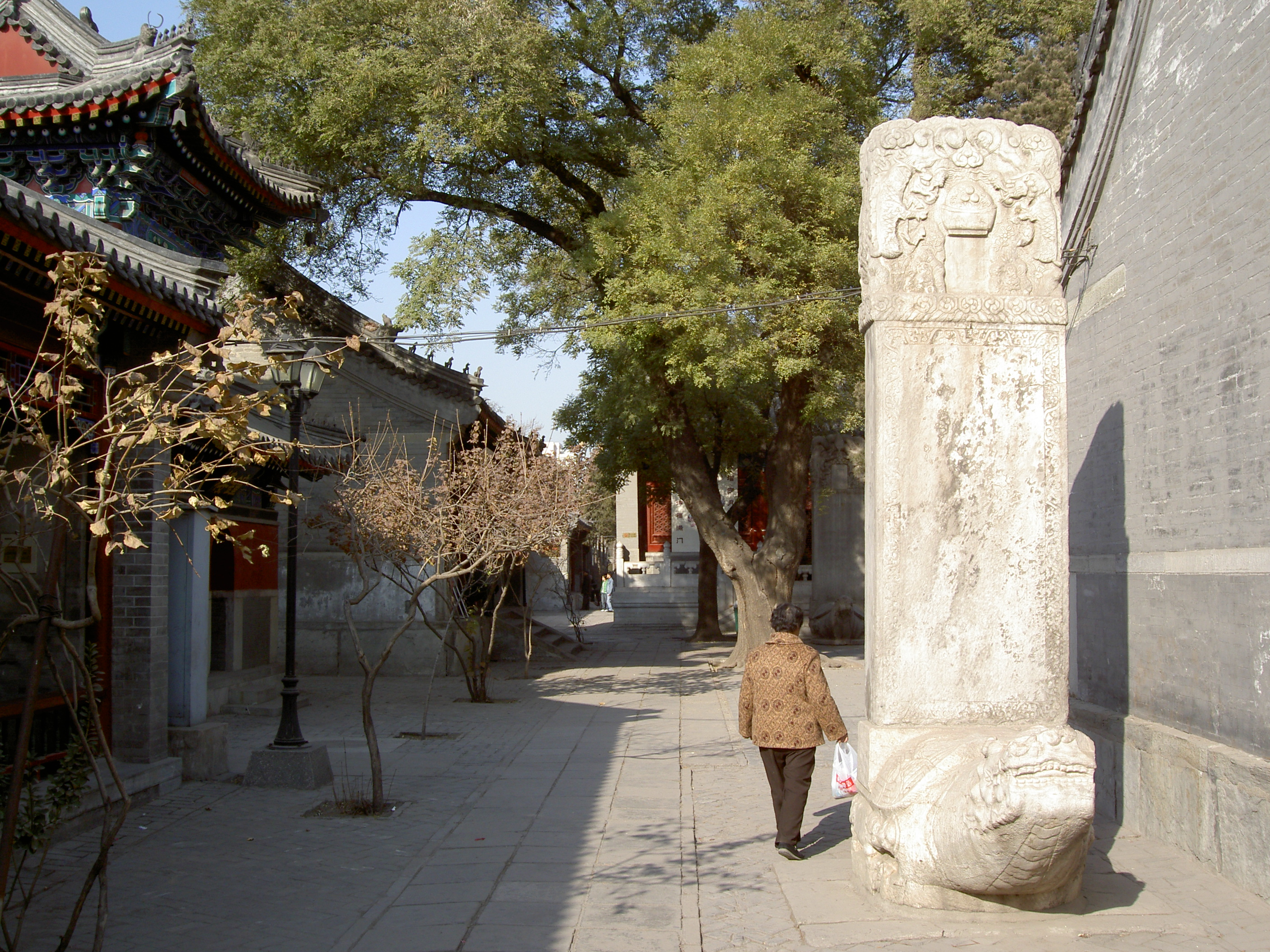

## Sources
- (en) Cet article est partiellement ou en totalité issu de l’article de Wikipédia en anglais intitulé « White Cloud Temple » (voir la liste des auteurs).